# Turdoides earlei
Turdoides earlei е вид птица от семейство Leiothrichidae.

## Разпространение
Видът е разпространен в Бангладеш, Индия, Мианмар, Непал и Пакистан.